# Janqishtë
Janqishtë / Jančište (cyr. Јанчиште) – wieś w Kosowie, w regionie Prizren, w gminie Malishevë/Mališevo. W 2011 roku liczyła 326 mieszkańców. 